# Старинар
Старинар е най-старото сръбско академично списание за археология. Издава се от 1884 г., първо като бюлетин на Сръбското археоложко дружество, след това на Археоложкото дружество в Белград, а през 1950 г. става орган на Археологическия институт. То представлява оригинални научни трудове и статии за антики, паметници на културата, предмети, сайтове, професионални и научни статии, рисунки и снимки..
Списанието е посветено на теми от научните области – археология, история, история на изкуствата, архитектура, класическа филология, физическа антропология и други свързани научни дисциплини. То публикува оригинални, непубликувани досега документи – оригинални научни трудове, рецензионни доклади, доклади за разкопки, рецензии, критики, рецензии и библиографии, некролози.

## Главни редактори
- Михайло Валтрович (1884 – 1908)
- Милое Васич (1908 – 1922)
- Никола Вулич (1922 – 1931)
- Владимир Петкович (1931 – 1954/55)
- Джурдже Бошкович (1954/55 – 1979)
- Борислав Йованович (1979 – 1987)
- Владимир Кондич (1987 – 1992/93)
- Петар Петрович (1992/93 – 1998)
- Милое Васич (1998 – 2006)
- Славиша Перич (2006 – 2015)
- Миомир Корач (от 2015 г.)

## Галерия
- Корица на издание от 1884 г.
- Корица на издание от 1906 г.
- Корица на издание от 1922 г.
- Корица на издание от 1950 г.
- Корица на издание от 1985 г.